# Friedrich Bezold
 Ikke at forveksle med Friedrich von Bezold.
Friedrich Bezold (født 9. februar 1842 i Rothenburg ob der Tauber, død 5. oktober 1908 i München) var en tysk ørelæge.